# Post, Texas
Post là một thành phố thuộc quận Garza, tiểu bang Texas, Hoa Kỳ. Năm 2010, dân số của xã này là 5376 người.

## Dân số
- Dân số năm 2000: 3708 người.
- Dân số năm 2010: 5376 người.